# أليكس إيرل
أليكس أشلي إيرل (من مواليد 16 ديسمبر 2000) هي شخصية مشهورة أمريكية في وسائل التواصل الاجتماعي، اشتهرت على منصة تيك توك. مع أكثر من ستة ملايين متابع على وسائل التواصل الاجتماعي، بسبب شعبية مقاطع الفيديو الخاصة، والتي تشارك فيها تفاصيل حياتها الشخصية. هذه القدرة على الترويج وزيادة مبيعات العلامات التجارية التي تروج لها خلق حالة ترويج تسمى "تأثير أليكس إيرل".وفقًا لشركة التسويق يوبيكوتس، يمكن لأحد مقاطع الفيديو الخاصة بإيرل أن يزيد عمليات البحث عن منتج ما بنسبة تصل إلى 100% في يوم واحد. تكسب إيرل ما يتراوح بين 40 ألف دولار إلى 70 ألف دولار لكل مقطع فيديو دعائي. 

## نشأتها
ولدت إيرل في 16 ديسمبر 2000، في مقاطعة مونماوث، نيو جيرسي، وهو الأكبر بين خمسة أطفال، لتوماس "تي جيه" إيرل، قطب البناء في وول تاونشيب، نيو جيرسي، وأليسا مانياتشي، وهي من أصل إيطالي.